# Коверко Євген Михайлович
Євген Михайлович Коверко (25 листопада 1947, с. Кізлів, нині Золочівський район, Львівська область — 17 листопада 2015, м. Тернопіль, Україна) — український журналіст, публіцист. Член НСЖУ (1981). 

## Життєпис
Євген Коверко народився 25 листопада 1947 року в селі Кізлів Буського району (нині — Золочівського району) Львівської області.
Закінчив Львівський державний університет імені Івана Франка. 
Працював: 
- оглядачем обласного радіо в місті Рівне (1975—1978);
- редактором обласної молодіжної газети «Ровесник» (1978—1984);
- відповідальним секретарем районної газети «Шляхом Ілліча» (1985—1991, нині «Подільське слово»);
- відповідальним секретарем обласної газети «Свобода» (1991—2015)[2].

Помер 17 листопада 2015 року у Тернополі.

## Доробок
Автор публікацій в обласних, всеукраїнських та закордонних ЗМІ.

## Нагороди
- Золота медаль української журналістики (2009).